# شبلی شمیل
شبلی شُمَیِّل (۱۸۵۳-۱۹۱۴) پزشک لبنانی بود که به مصر کوچ کرد. در مصر، مجلهٔ «شفاء» را بنیانگذاری کرد (۱۸۸۶–۱۸۹۱)؛ دربارهٔ نظریهٔ تکامل داروین پژوهش کرد، شرحی بر آن نوشت و این نظریه را به جهان عرب شناساند.